# Graphocephala lurida
Graphocephala lurida är en insektsart som beskrevs av Delong et Currie 1959. Graphocephala lurida ingår i släktet Graphocephala och familjen dvärgstritar. Inga underarter finns listade i Catalogue of Life.